# Gordon Haller
Gordon Wayne Haller (* 24. August 1950 in Oregon) ist ein ehemaliger Triathlet und Sieger des ersten Ironman Hawaii 1978.

## Werdegang
Haller wuchs in Forest Grove im US-Bundesstaat Oregon auf und erwarb einen Abschluss in Physik an der privaten Pacific University in der Nähe von Portland. In der Abschlussklasse an der Universität lief er seinen ersten Marathon. Während er von 1972 bis 1974 als Kommunikationsspezialist bei der United States Navy angestellt war, trainierte er intensiv Radsport, Schwimmen und Laufen. In den Neunzigerjahren absolvierte Gordon Haller ein Studium der Informatik an der Regis University in Denver, Colorado. Er lebt als Vater von drei Kindern im US-Bundesstaat Arkansas und arbeitet als Programmierer für Walmart.
Kurz nach seinem Austritt aus der Navy war Gordon Haller im Januar 1976 zwecks seiner Teilnahme in einem Team am O'ahu Perimeter Relay, einem Staffellauf über 217 km (135 Meilen), nach Hawaii gekommen. Als der Wettkampf wegen eines Sturms um zwei Wochen verschoben wurde, sah dies Haller eher als Chance denn als Unannehmlichkeit, gab sein Rückflugticket zurück und blieb auf Hawaii. Neben Gelegenheitsjobs stand vor allem ausgiebiges Training auf seinem Tagesprogramm.
1976 belegte Gordon Haller den zehnten Platz in der Gesamtwertung beim Honolulu-Marathon, bei der zweiten Auflage des Marine Corps Marathon in Washington DC im November 1977 lief er in 2:27 h acht Minuten hinter dem Sieger ins Ziel.

### Sieger Ironman Hawaii 1978
Auf der Insel Oahu, Hawaii nahm er an der Erstaustragung des Ironman Wettbewerbes 1978 teil. Zuvor war Gordon Haller beim Honolulu-Marathon 1977, wo er – wenige Wochen nach dem Marathon in Washington – mit Adduktorenproblemen ausstieg, von Bekannten informiert worden, dass ein paar Navy-Soldaten diesen Wettkampf planten, bei dem die Distanzen des Waikiki Roughwater Swim (2,4 Meilen/3,86 km), des Around-Oahu Bike Race „Ride around the Island“ (115 Meilen, ursprünglich ein zweitägiges Rennen) und des Honolulu-Marathon an einem Tag absolviert werden sollten. Später sah er auch noch Aufrufe in der Zeitung, sich für das Rennen anzumelden, die Überschrift eines Vorberichts eine Woche zuvor in Honolulus damaliger größter Tageszeitung lautete „Three (huff) Races in one (puff) day“ (in einem Zug drei Rennen keuchen). Haller, der seinen Lebensunterhalt von vier bis fünftausend Dollar jährlich mit nächtlichen Einsätzen damals als Taxifahrer verdiente, verbrachte einen wesentlichen Teil seiner Zeit in der Fitnesscenter-Kette Nautilus, wo er gegen ein paar Stunden Arbeit wöchentlich freies Training ermöglicht bekam. Diese gehörte Hank Grundman und Valerie Silk, die ab 1979 die Folgeveranstaltungen zunächst organisatorisch und mit Helfern unterstützten. Als der Initiator des Rennens, John Collins, 1980 wegen seiner Versetzung Hawaii verließ, übernahm Valerie Silk ab dann die Organisation des Triathlons und baute die Marke Ironman auf.
Nachdem sie sich auf die Streckenführung geeinigt hatten, starteten 15 Teilnehmer, von denen 12 das Rennen erfolgreich beendeten. Haller wurde während des Schwimmens von einem elfjährigen Nachbarsjungen auf einem Surfbrett paddelnd begleitet. Nach dem Schwimmen nutzte er zunächst eine Dusche in einem nahegelegenen Hotel, bevor er auf die Radstrecke wechselte.
Er nutzte ein Rennrad, das ihm ein Unterstützer gemietet hatte. Da sich die Übersetzung aber als ungeeignet für das Streckenprofil erwies, wechselte er unterwegs auf sein Tourenrad, mit dem er sonst zur Arbeit fuhr. Auf der Radstrecke ließ sich Haller von zwei PKWs begleiten – eine Regel, auf die sich die Teilnehmer vorher gemeinsam festgelegt hatten. Einer der 15 Starter, Ralph Yawata, musste wegen einer Panne seines Begleitfahrzeuges aussteigen. Es gab weder Startnummern, noch Straßensperrungen und alle Teilnehmer hatten sich an die Vorfahrts- und sonstigen Verkehrsregeln zu halten. Die Organisation der Essensverpflegung durch Begleiter während des Rennens lag in der Verantwortung des Einzelnen – Teilnehmer, die diesbezüglich keine Unterstützung hatten, machten teilweise während des Rennens Pause in Fast-Food-Restaurants.

Vor dem Wechsel auf die Laufstrecke sprang Gordon Haller zunächst in einen Brunnen, um sich abzukühlen, gönnte sich dann eine Massage von seinem Team und ließ sich von einem anwesenden Journalisten befragen.
Dass er die schnellste Radzeit aller Teilnehmer haben würde, konnte er zu dem Zeitpunkt zwar noch nicht wissen. Aber ihm war klar, dass als einziger Teilnehmer der ehemalige SEALs-Soldat John Dunbar, ein Student an der Chaminade University of Honolulu und ebenfalls passionierter Marathonläufer, nur wenige Minuten vor ihm lag. Da Hallers Marathonbestzeit schneller als die Dunbars war, war er sich sicher, dass der Sieg möglich sein würde. Nach 17 und nochmals nach 20 Meilen – einmal während eines Toiletten-Stopps von Dunbar, das andere mal, als sich Dunbar wegen eines Krampfes massieren ließ – schloss Haller zu Dunbar auf der Strecke auf, musste ihn aber wieder ziehen lassen. Bei Kilometer 34 überholte er ihn dann final. Da Dunbars Begleitern andere Getränke ausgegangen waren, hatten diese ihm Bier zu trinken gegeben. Haller dagegen hatte zwei Begleiter, die ihn mit Wasser und Cola versorgten.
Haller passierte das Ziel – ein normales Verkehrsschild, es gab keinen Zielbogen, keine Ziellinie auf der Straße oder ähnliches – als Sieger in 11:46:58 Stunden. Nach dem Rennen teilte Haller einem Journalisten mit, dass das Radfahren am schlimmsten gewesen sei, durch den Verkehr sei er teilweise gezwungen gewesen, in den Sand ausweichen zu müssen. In einer Kurve gegen Ende der Strecke habe er sich gar beinahe überschlagen. Ein anderer der 15 Teilnehmer, John King, war wirklich von der Straße in eine Müllhalde gedrängt worden, er blieb zwar unverletzt, es dauerte aber Stunden, sein Rad wieder fahrtüchtig zu bekommen.

“If ever there was a case of mind over matter, it was tried yesterday.”

„Falls es jemals eine Willensfrage gab, dann wurde es gestern gewagt.“

2007, fast dreißig Jahre später, kommentierte Gordon Haller retrospektiv sein Rennen mit den Worten „It’s just an amazing experience … certainly something I didn’t expect to have happen way back in the beginning“ (Es war eine verblüffende Erfahrung … gewiss etwas, was ich in dieser Form am Anfang nicht erwartet hätte).
Bei der Folgeveranstaltung im Januar 1979 wurde erneut ein Zweikampf zwischen Gordon Haller und John Dunbar, der in einem Superman-Kostüm am Start erschien, erwartet. Haller, der sich seinen Lebensunterhalt jetzt als Dachdecker verdiente, hatte sich systematisch ein Jahr auf den Wettkampf vorbereitet und insbesondere an seiner Schwimmperformance gearbeitet, er rechnete diesmal mit einer Schwimmzeit von rund 60 Minuten. Aufgrund widriger Witterungsbedingungen entschieden sich die Teilnehmer, das Rennen um einen Tag zu verschieben, auch wenn Haller Dunbar vorschlug, den Wettkampf zu zweit am ursprünglich geplanten Termin auszutragen. Nachdem Haller – von seinem in der aufgewühlten See verängstigten Begleitpaddler nach 40 min alleine gelassen – aufgrund seines orientierungslosen Zick-Zack-Kurses aber erst nach 112 min die erste Disziplin beendete und John Dunbar in den Sturmböen auf der Radstrecke nochmals über 30 min auf den damals 35-jährigen Tom Warren, den Inhaber der Gaststätte „Tugs Tavern“ in San Diego, verlor, konnte dieser ungefährdet in 11:15:56 Stunden gewinnen.
Gordon Haller war bis einschließlich 1989 einziger Athlet, der an sämtlichen Ausrichtungen des Ironman Hawaii seit seiner Premiere teilnahm. Als er 1989 mitbekam, dass Valerie Silk beabsichtigte, ihre Rechte am Ironman Hawaii zu verkaufen, zog Haller vor Gericht und versuchte eigene Rechte an der Veranstaltung geltend zu machen. Er berief sich darauf, dass John Collins zur rechtlichen Absicherung alle Teilnehmer an der ersten Auflage 1978 eine Mitgliedschaft im „Hawaii Iron Man Triathlon Coordinating Committee“ unterzeichnen ließ. Silk erteilte Haller, der bisher an sämtlichen Austragungen der Veranstaltung erfolgreich teilgenommen hatte, daraufhin ein Startverbot. Erst 1998 trat er erneut beim Ironman Hawaii, der jetzt von der WTC organisiert wurde, an.
Gordon Haller nahm (bis zuletzt 2013) an dreiundzwanzig Ironman-Rennen teil. Bei insgesamt siebzehn – darunter sämtlichen der ersten dreizehn – Austragungen des Ironman Hawaii kam er ins Ziel, zuletzt 2013. Zuvor nahm er im Mai 2013 am Ironman Lanzarote teil, den er nach 17:09 h beendete.

## Sportliche Erfolge
| Datum/Jahr    | Platz | Wettbewerb        | Austragungsort       | Zeit     | Bemerkung                    |
| ------------- | ----- | ----------------- | -------------------- | -------- | ---------------------------- |
| 12. Okt. 2013 | 1921  | Ironman Hawaii    | Kailua-Kona          | 15:37:47 |                              |
| 18. Mai 2013  | 1647  | Ironman Lanzarote | Puerto del Carmen    | 17:09:23 |                              |
| 9. Okt. 2010  | 1757  | Ironman Hawaii    | Kailua-Kona          | 16:06:59 |                              |
| 18. Okt. 2003 | 1421  | Ironman Hawaii    | Kailua-Kona          | 14:19:39 |                              |
| 3. Okt. 1998  | 1238  | Ironman Hawaii    | Kailua-Kona          | 14:27:01 |                              |
| 14. Okt. 1989 | 672   | Ironman Hawaii    | Kailua-Kona          | 11:22:48 |                              |
| 22. Okt. 1988 | 685   | Ironman Hawaii    | Kailua-Kona          | 12:08:02 |                              |
| 10. Okt. 1987 | 819   | Ironman Hawaii    | Kailua-Kona          | 12:55:35 | [ 16 ]                       |
| 18. Okt. 1986 | 340   | Ironman Hawaii    | Kailua-Kona          | 11:42:28 | [ 17 ]                       |
| 25. Okt. 1985 | 180   | Ironman Hawaii    | Kailua-Kona          | 11:06:35 | [ 18 ]                       |
| 6. Okt. 1984  | 357   | Ironman Hawaii    | Kailua-Kona          | 12:37:10 | [ 19 ]                       |
| 22. Okt. 1983 | 131   | Ironman Hawaii    | Kailua-Kona          | 11:29:08 | [ 20 ]                       |
| 9. Okt. 1982  | 94    | Ironman Hawaii    | Kailua-Kona          | 11:19:05 | [ 21 ]                       |
| 6. Feb. 1982  | 53    | Ironman Hawaii    | Kailua-Kona          | 11:09:39 | [ 22 ]                       |
| 14. Feb. 1981 | 37    | Ironman Hawaii    | Kailua-Kona          | 11:41:37 | [ 23 ]                       |
| 14. Jan. 1980 | 6     | Ironman Hawaii    | Ala Moana Beach Park | 10:58:15 | persönliche Ironman-Bestzeit |
| 14. Jan. 1979 | 4     | Ironman Hawaii    | Waikiki              | 12:31:53 | [ 25 ]                       |
| 18. Feb. 1978 | 1     | Ironman Hawaii    | Waikiki              | 11:46:58 | Sieger der Erstaustragung    |